# Kamp Schoonloo

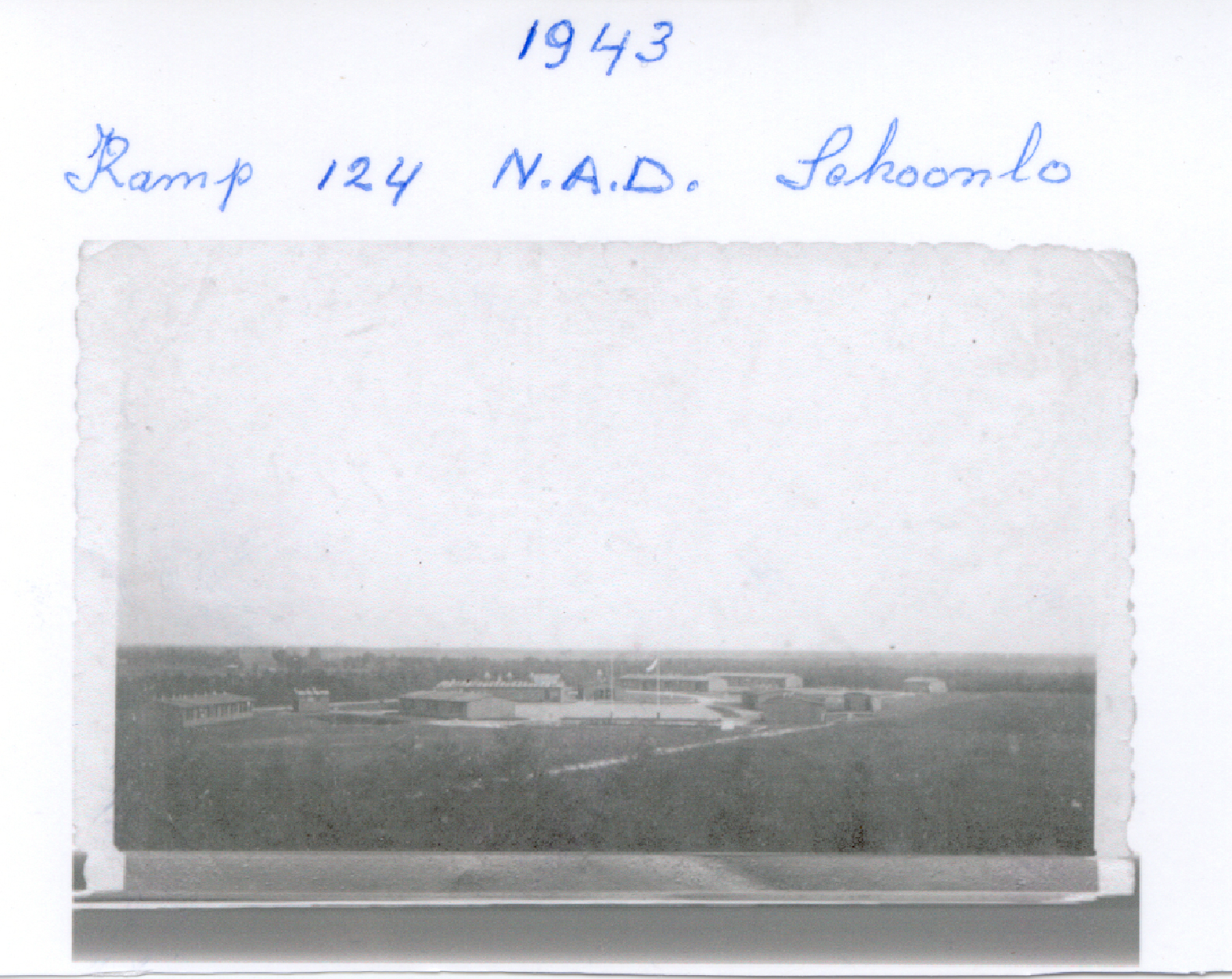
Luchtfoto kamp Schoonlo

Kamp Schoonloo, ook wel kamp Elp genoemd, was gelegen aan de Schoonloërweg nabij de huidige gebouwen van Staatsbosbeheer. Het werd  in het kader van de werkverschaffing gebouwd als werkkamp.

## Opbouw
Met de bouw van kamp Schoonloo werd in 1929 begonnen. In 1932 werd het werkkamp in gebruik genomen. Het werd in 1939 door de Rijksdienst voor de Werkverruiming overgenomen. De heer Meulman heeft enige tijd de leiding over het kamp gehad. Jonge jongens moesten op de rond het kamp gelegen terreinen bossen aanplanten. Er waren twee grote vijvers met goudvissen op het terrein. Bij feesten in de kantine werd de lokale bevolking uitgenodigd. 

## Latere periode
Vanaf januari 1941 werd het kamp gebruikt door de Nederlandse Arbeidsdienst (NAD). Het was kamp 124 van die dienst. De tewerkgestelde jongens moesten in de vlasfabriek aan het Oranjekanaal werken, ontginningswerk doen in de Staatsbossen en schuttersputten graven. Op dinsdag 5 september 1944, Dolle Dinsdag, is het kamp verlaten.

## Na de Tweede Wereldoorlog
Het kamp is na de Tweede Wereldoorlog korte tijd in gebruik geweest als interneringskamp voor NSB'ers. Daarna zijn er  militairen in het kamp gelegerd geweest. Deze zijn in 1947 overgeplaatst naar kamp De Pieterberg in Westerbork. In 1951 stond het kamp er nog. Volgens ooggetuigen is het daarna geleidelijk gesloopt.